# اختلاف التباين

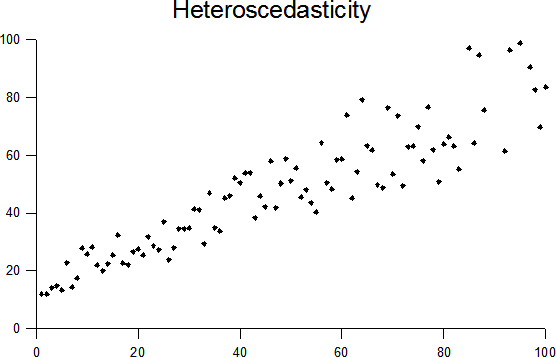
رسم مبياني لبيانات عشوائية تحقق أخطاء نمذجتها وفق الانحدار الخطي اختلاف التباين

اختلاف التباين (بالإنجليزية: Heteroscedasticity)‏ خاصية مجموعة من المتغيرات العشوائية، ليس لها نفس التباين.
في الإحصاء، تعتبر مجموعة المتغيرات العشوائية غير متجانسة التباين إذا كان هناك مجموعة فرعية واحدة على الأقل من أفراد المجتمع تختلف في متغيراتها عن بقية المجموعات الفرعية الأخرى. هذا الاختلاف في تجانس التباين يمكن أن يحدد كميا باستخدام اختبار التباين أو أي مقياس آخر من مقاييس التشتت الإحصائية. إن عدم تجانس التباين هو الصورة الناتجة عن غياب تجانس التباين (بالإنجليزية: Homoscedasticity)‏. 
إن احتمالية وجود عدم تجانس التباين يهتم به اهتماما كبيرا في تطبيقات تحليل الانحدار، بالإضافة إلى تحليل التباين، لأن  عدم تحقق تجانس التباين يمكن أن يؤدي إلى انتهاك دلالة الاختبارات الإحصائية التي تفترض تحقق الاستقلالية والتوزيع الطبيعي وأن التباين بين أفراد العينة ليس كبيرا بشكل مؤثر ومتطرف. وبالمثل فإنه يهتم به في اختبار التباين بين مجموعات فرعية من المجتمع، حيث أن بعض الاختبارات الأساسية تفترض كي يتم استخدامها أن التباين داخل المجموعات متجانس.